# Råshult

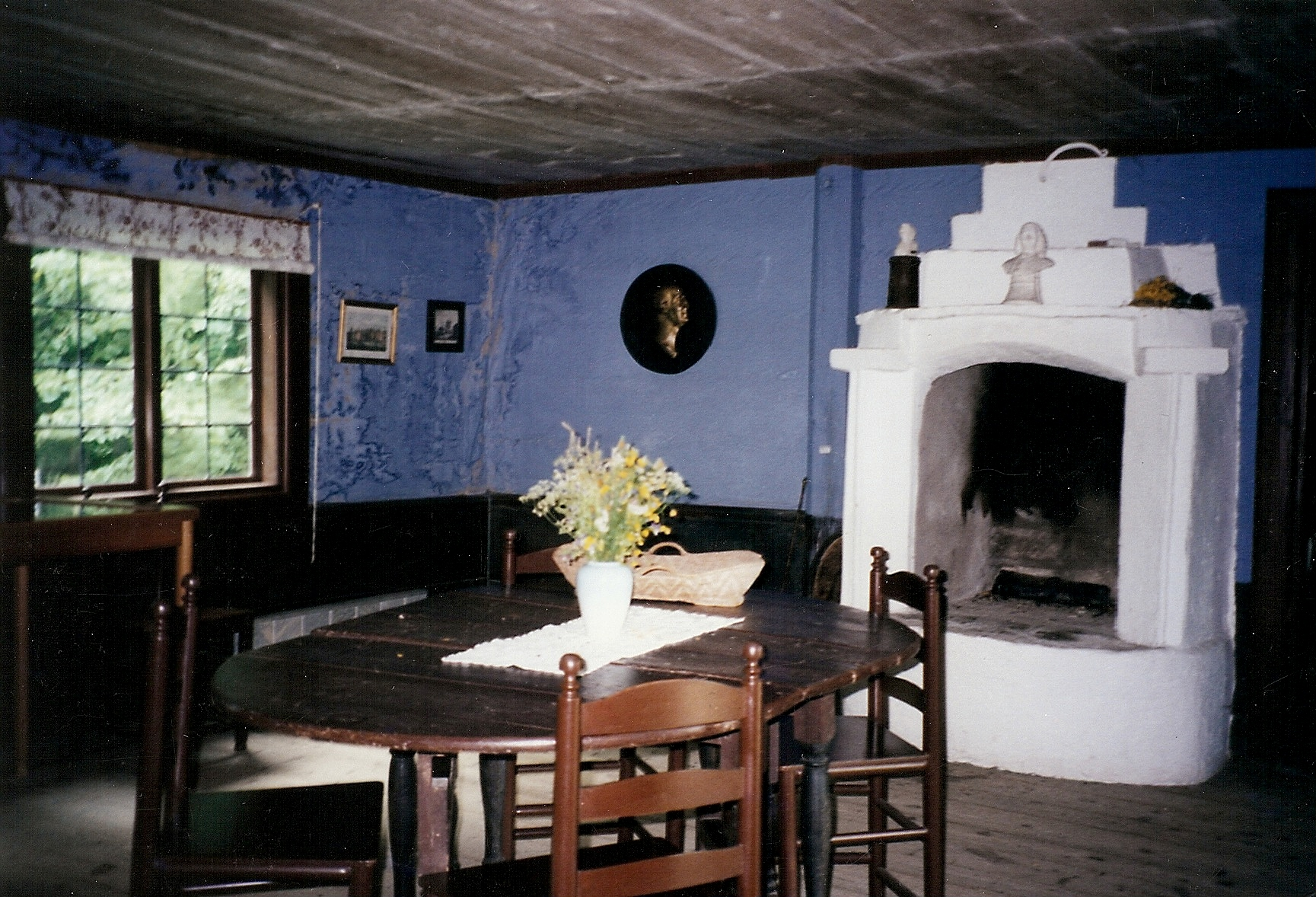
Interiör i Råshult

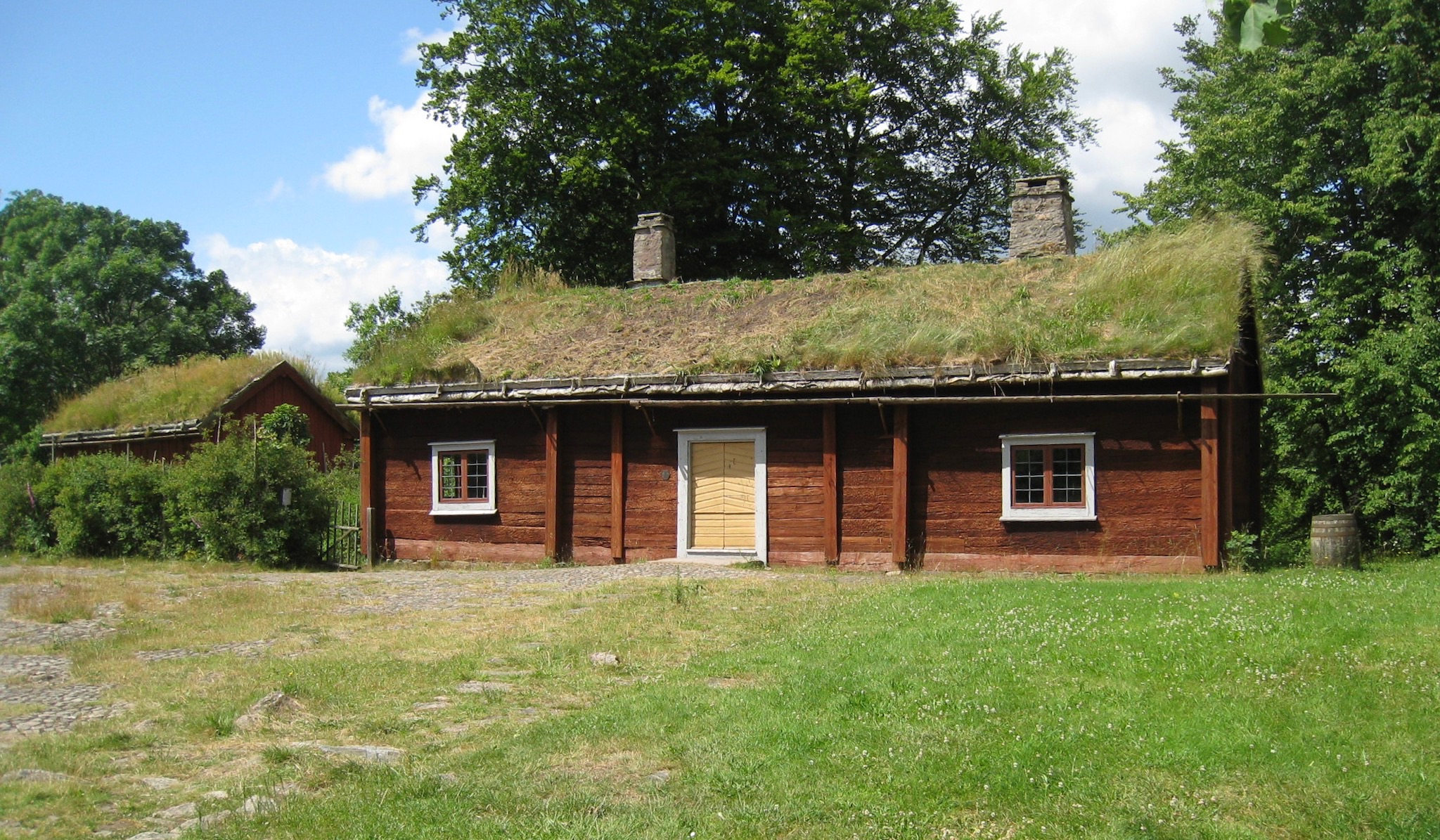
Linnéstugan

Råshult Södregård är komministergården i Stenbrohults socken i Kronobergs län i Småland, mellan Diö och Älmhult, där Carl von Linné föddes den 23 maj 1707 och där hans far, Nils Linnæus, var komminister. Komministerbostället och prästgårdens tre byggnader i Råshults by är byggnadsminne i Älmhults kommun i Kronobergs län sedan 1977 och ligger i ett kulturreservat på 42 hektar.
Den nuvarande byggnaden, Linnéstugan, uppfördes först någon gång mellan åren 1751 och 1781, varför Carl von Linné inte föddes just i det huset. Den 1923 bildade Hembygdsföreningen Linné lät 1933 byggnaden genomgå en renovering, vilken återställde den till tidigare skick. 
I Råshult står också ett minnesmärke över Carl von Linné.

## Byggnadernas historik
Nils Linnaeus utsågs år 1705 till komminister i Stenbrohults socken. Han och hans nyblivna hustru flyttade in i komministerbostället Råshult Södregård i Råshults by, där sonen Carl föddes 23 maj 1707. Stugan i Råshult var en liten och trång stuga med halmtak, som Nils Linnæus själv hade byggt. Den hette Södra Gården. I Stenbrohult fanns kyrkan, Stenbrohults kyrka, och den stora prästgården och där hade Linnés mor, Christina Brodersonia, vuxit upp. Familjen flyttade, då Carl bara var två år gammal, till prästgården i Stenbrohult, där Nils Linnæus blev kyrkoherde efter sin hustrus far, Samuel Broderzonius. Linnés två systrar, Anna-Maria och Sofia, föddes på Stenbrohults prästgård, liksom hans elva år yngre bror Samuel Linnaeus.
Omkring år 1730 brann Carl von Linnés födelsehem i Råshult ner. Den nuvarande byggnaden är troligen uppförd i slutet av 1700-talet. Under årens lopp har Linnéstugan genomgått flera förändringar. På 1930-talet genomfördes en genomgripande renovering i syfte att skapa ett ålderdomligare utseende. Fasadens träpanel togs bort, liksom en utbyggnad på framsidan och taket som tidigare hade höjts, sänktes till en lägre nivå. Blyinfattade glasrutor sattes in och taket täcktes med torv. Byggnaden fick sin nuvarande utformning vid denna restaurering. Linnéstugan blev byggnadsminne 1977.
Ett tiotal byggnader fanns i byn vid Laga skiftet 1841. Av dessa återstår Linnéstugan (Södregårdens gamla boningshus), Hembygdsmuseet (Norregårdens gamla boningshus) och linbastan för beredning av lin. Sädesmagasinet är uppfört något senare. 

## Kulturreservatet Linnés Råshult

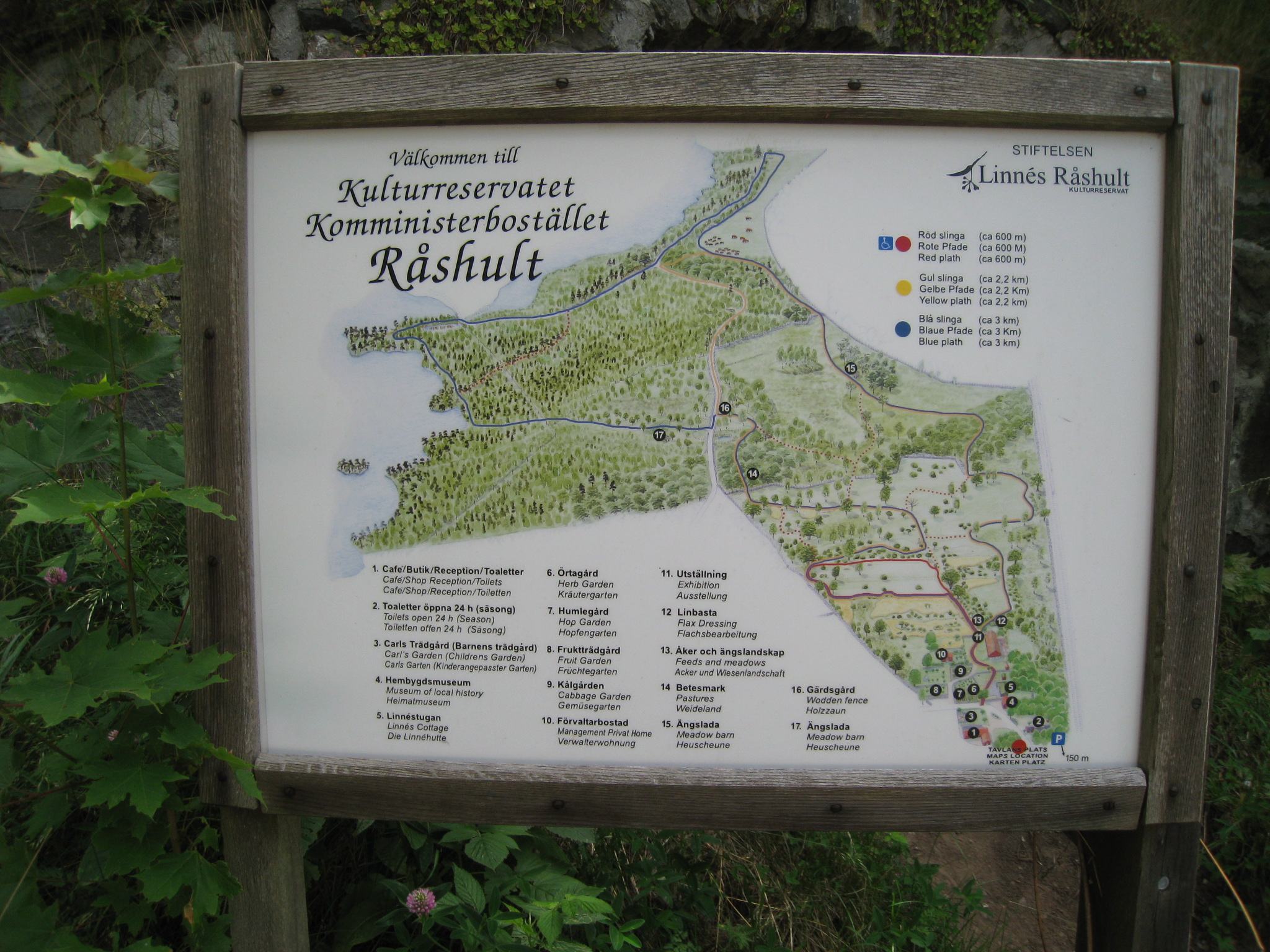
Informationsskylt om Kulturreservatet Komministerbostället Råshult.

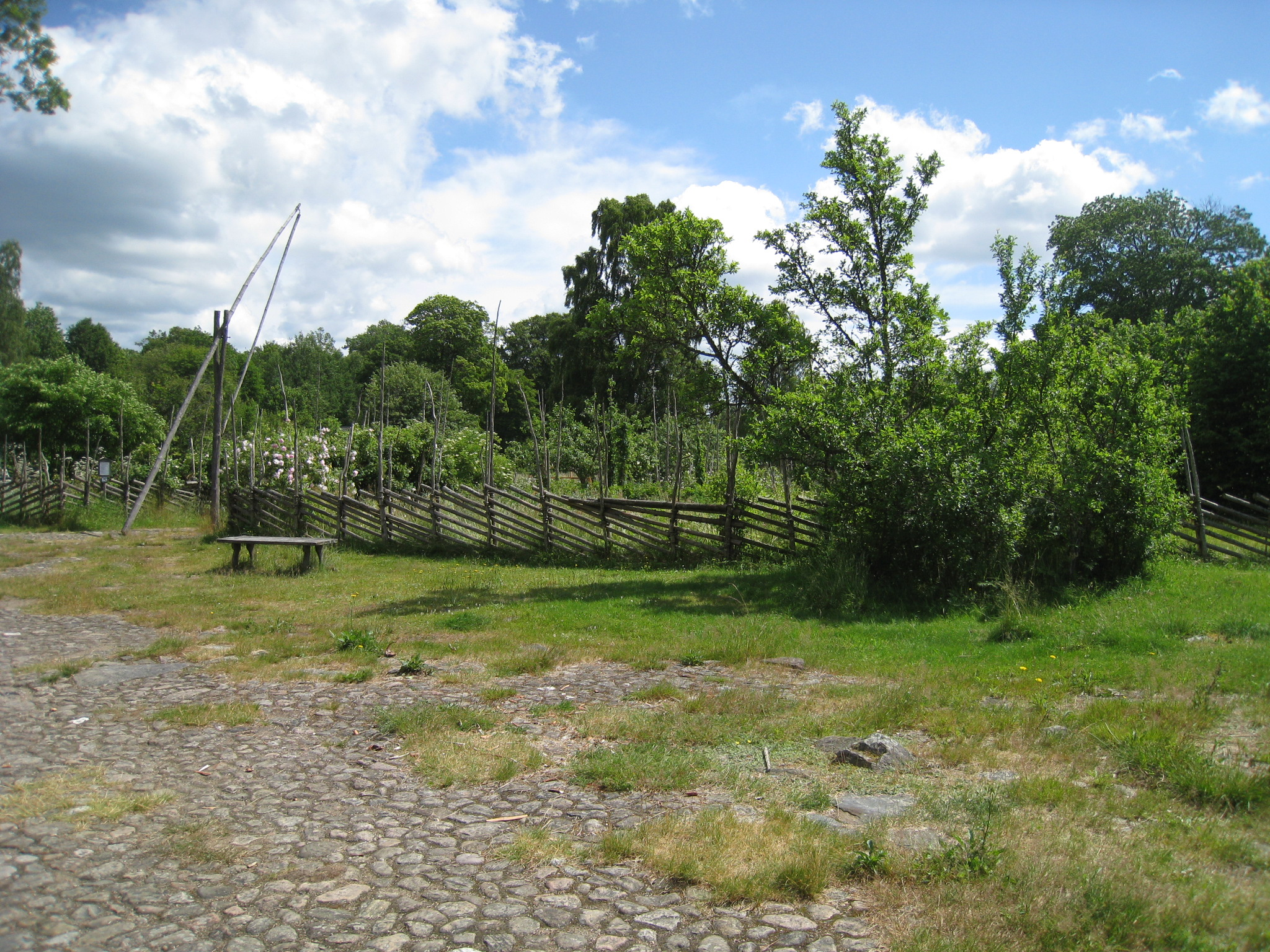
Örtagården och humlegården omgärdas av ett staket med trägärdesgård, som stegvis har återuppbyggts.

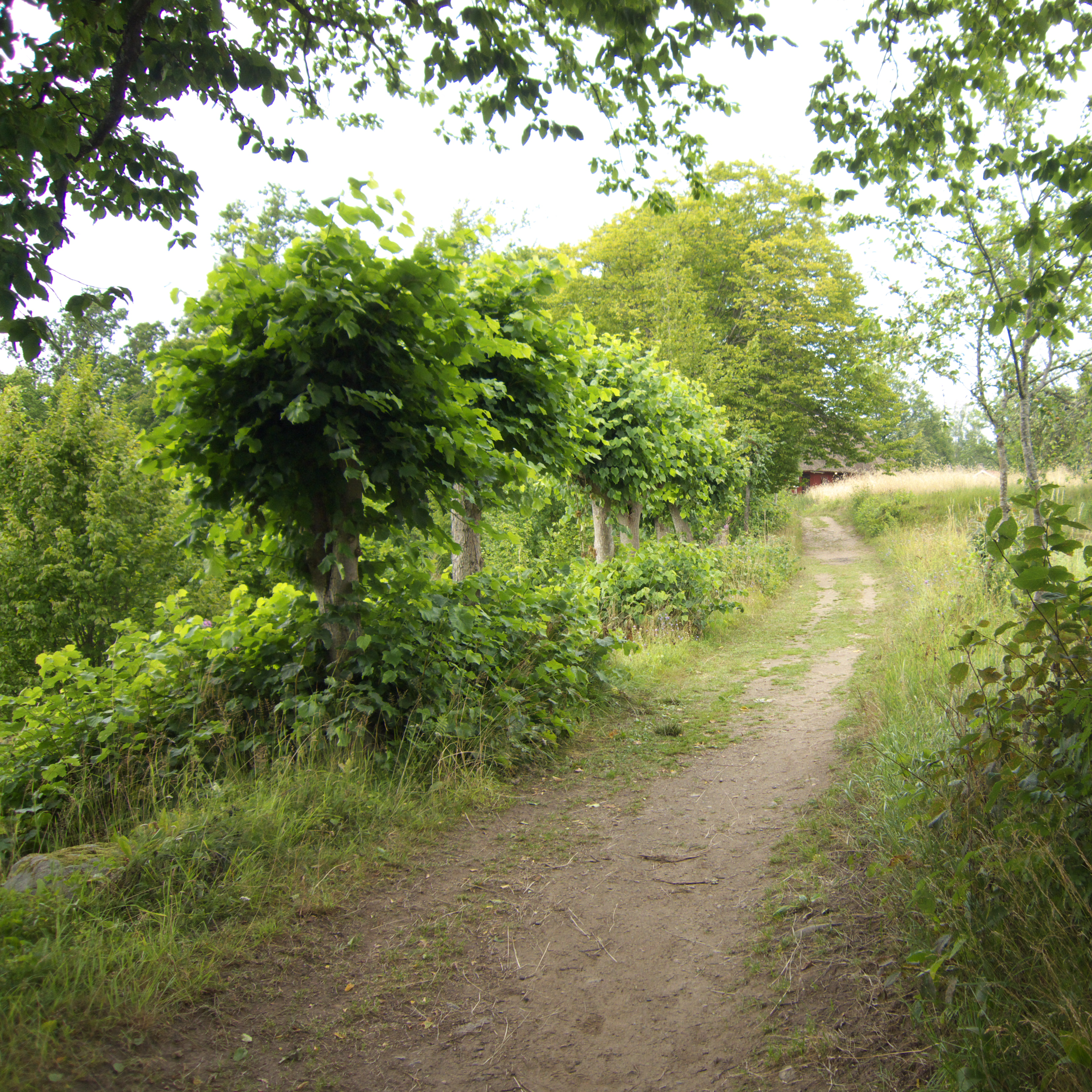
I ängen finns hamlade lindar.

År 2002 blev Råshult ett kulturreservat på 42 hektar med gårdsmilljö, inägomarker och utmarker som gränsar mot Såganässjön. Linnés Råshult var tidigare ett kyrkoreservat som biskopen i Växjö stift Jan Arvid Hellström invigde den 29 april 1992. Landskapet har återskapats till sitt utseende på Linnés tid med småskaliga åkertegar, skogsbete och ängsmarker. Stegvis återuppbyggdes också trägärdesgårdarna. Utgångspunkt för arbetet var Laga skifteskartan från 1841, men också Linnés egna beskrivningar från den Öländska och Gotländska resan 1741 och den Skånska resan 1749.
Ett antal syneprotokoll från 1751-1837 är bevarade. Linnés Råshult är öppet för besökare men är samtidigt ett levande jordbruk där ängarna skall producera vinterfoder till djuren. Flera trädgårdar i kulturreservatet har också återskapats. De olika trädgårdarna är alla gjorda enligt 1700-talets metoder. Redan på 1700-talet hade man en mångfald av växter i prästgårdsträdgården i Råshult. Restaureringen har utgått från Linnés egen skrift "Adonis Stenbrohultensis", i vilken han beskrev faderns alla växter i trädgården och för första gången praktiserade sitt eget Systema Natura för att namnge dem.
I kulturreservatet är landskapet unikt, genom att det är ett av ytterst få större områden som bara i begränsad utsträckning är påverkat av den "agrara revolutionen". Landskapet består dels av inägomarken med åkrar och ängar och dels av utmarken. En kortgärdesgård markerar gränsen mellan utmark och inägomarken. Närmast gården har inägan hävdats utan avbrott. Nu hävdas hela den gamla inägan på cirka 19 hektar. Inägan utgör ett leende landskap med små åkerlyckor omgivna av slåtterängar och hamlade träd, i riklig mängd växer här svinrot, slåttergubbe, darrgräs, Jungfru Marie nycklar, nattviol, granspisa och klockgentiana.
Kulturreservatet ägs av Stiftelsen Linnés Råshult, som instiftats av Älmhults kommun och Växjö stift. Reservatet arrenderas och sköts enligt ett förvaltaravtal med länsstyrelsen. Varje år görs skötselplaner för området i samråd mellan förvaltare, markägaren och länsstyrelsen. Länsstyrelsen i Kronobergs län bidrar med medel via Riksantikvarieämbetet för reservatets återskapande och skötsel.

## Trädgårdarna i kulturreservatet[5]

### Lustgården
Uppbyggnaden av lustgården är såsom fadern Nils Linnaeus hade anlagt sin stora trädgård med nästan 300 ovanliga växter. De upphöjda odlingsbäddarna gestaltar olika föremål på en "middagsbjudning". Det innebär att lustgården, där allt är gestaltat av växter, består av ett bord i mitten med maträtter och åtta stolar med gäster.

### Örtagården
I örtagården odlas det främst medicinalväxter och kryddväxter.

### Humlegården
Plantorna i humlegården har ett lokalt ursprung och humlegården i Råshult är en så kallad kuphumlegård.

### Kålgården
En stor variation av grönsaker och rotfrukter odlas till husbehov i kålgården. Man har hittat både gamla och lokala sorter att odla i kålgården. Kålgården är indelad i fyra kvarter med ett perennkvarter och tre kvarter där växterna skiftar mellan åren.

### Krikonlund
Av de krikonplantor som finns i Råshult har man skapat en krikonlund. En mängd vårblommande lökar växer också i lunden.

### Carls trädgård
Strax utanför reservatet finns "Carls trädgård" och det vänder sig till de yngsta besökarna.

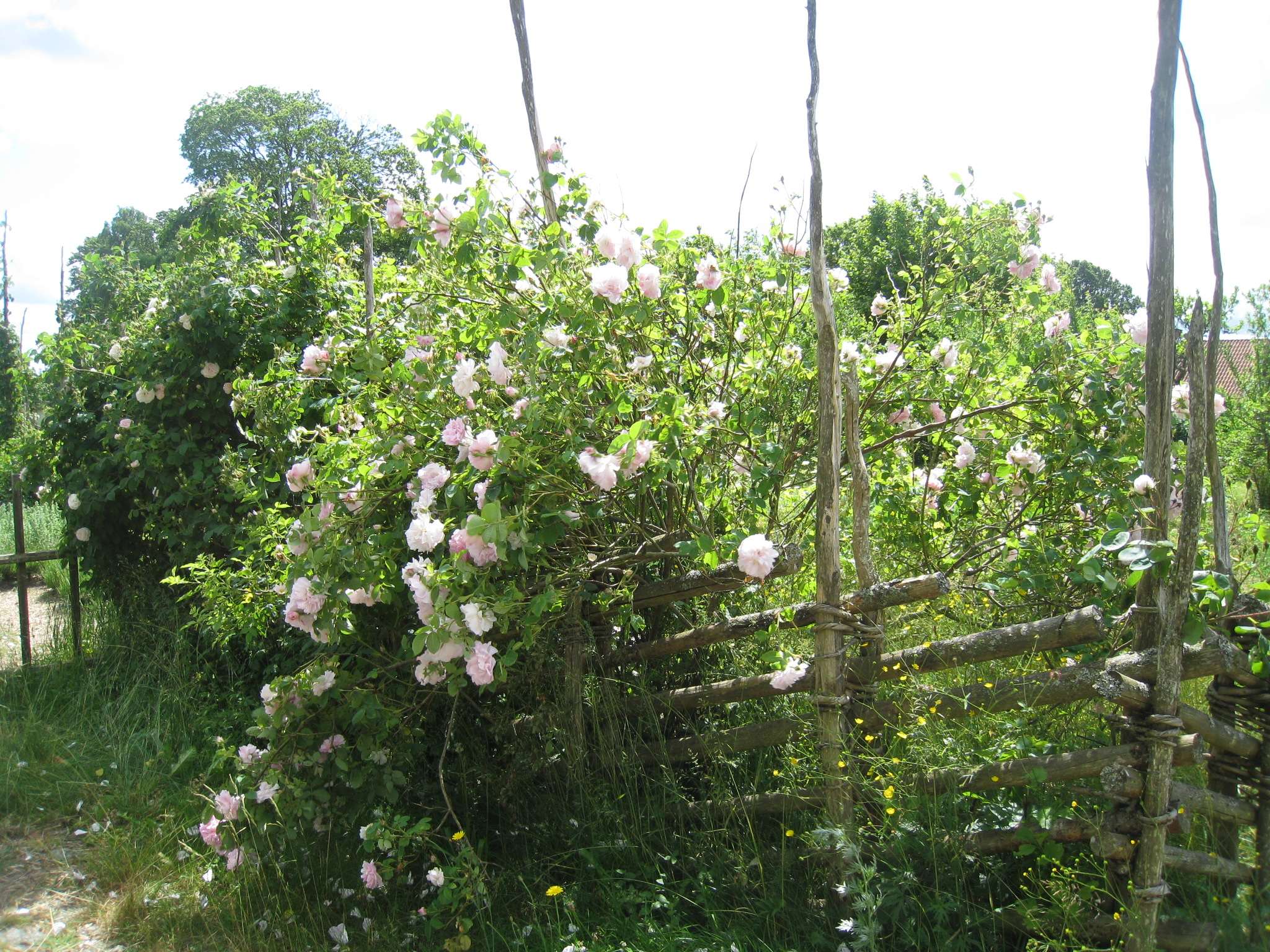
Örtagården och humlegården.
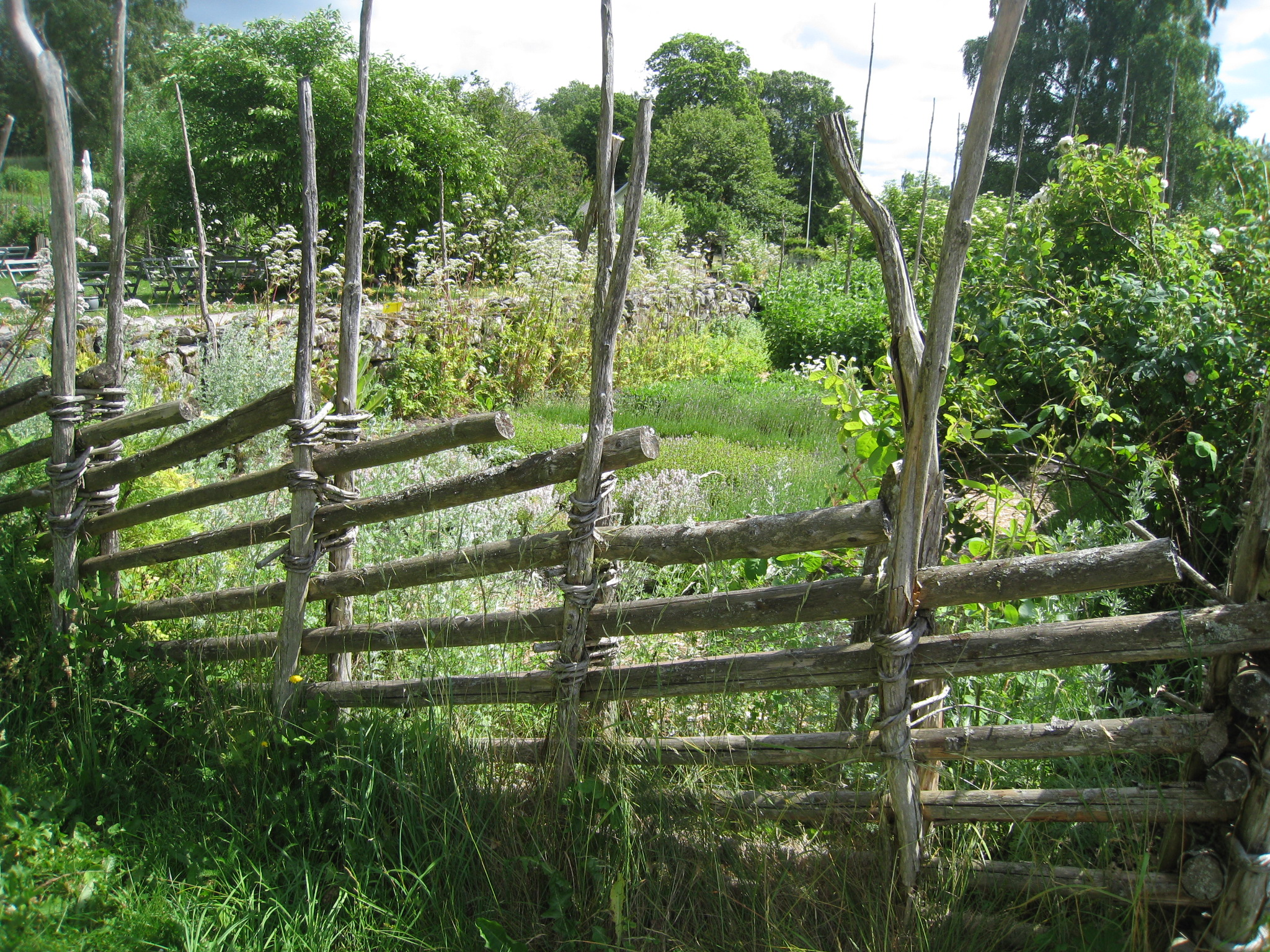
Gärdesgården vid örtagården.
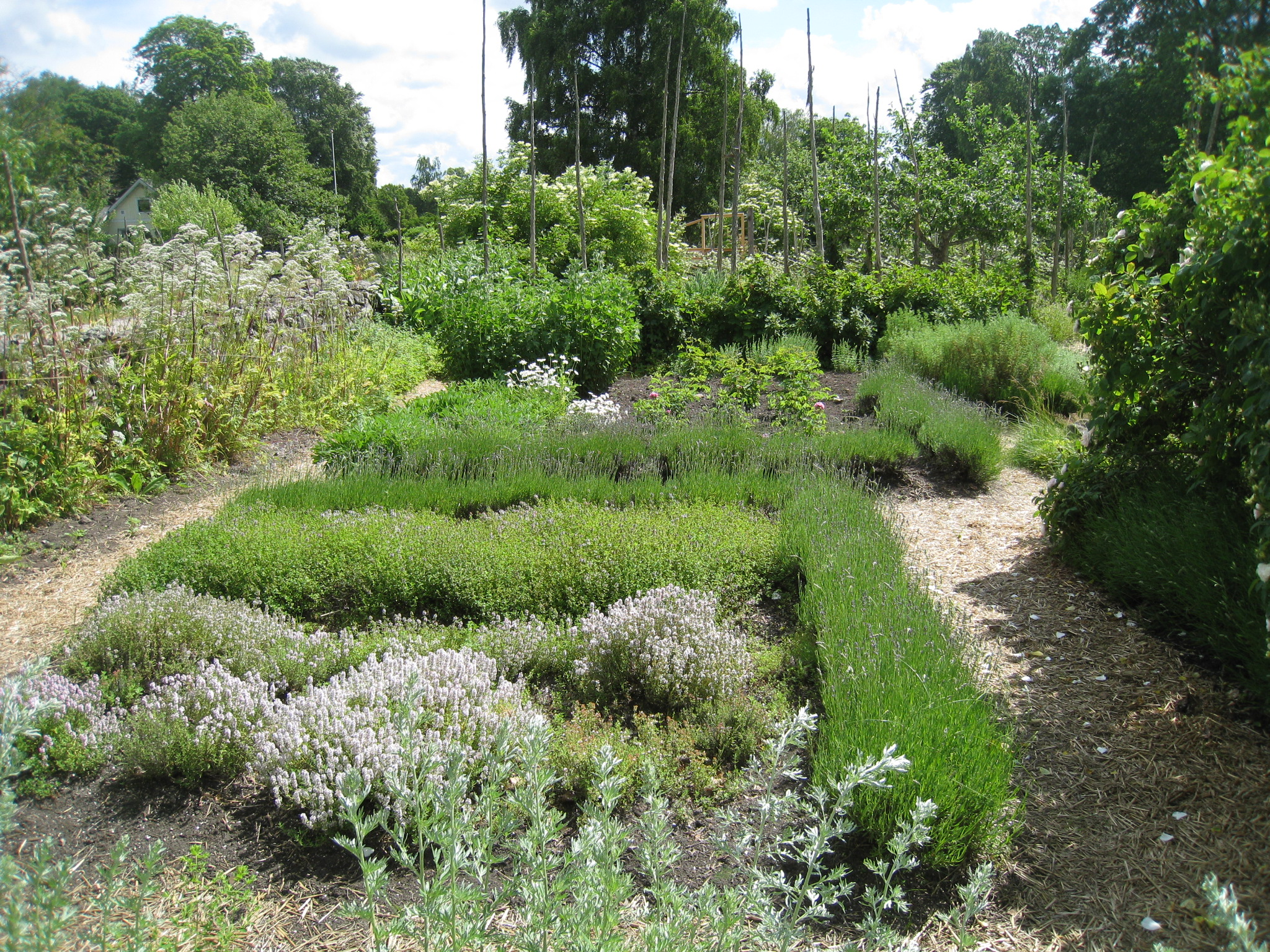
I örtagården odlas det medicinalväxter och kryddväxter.
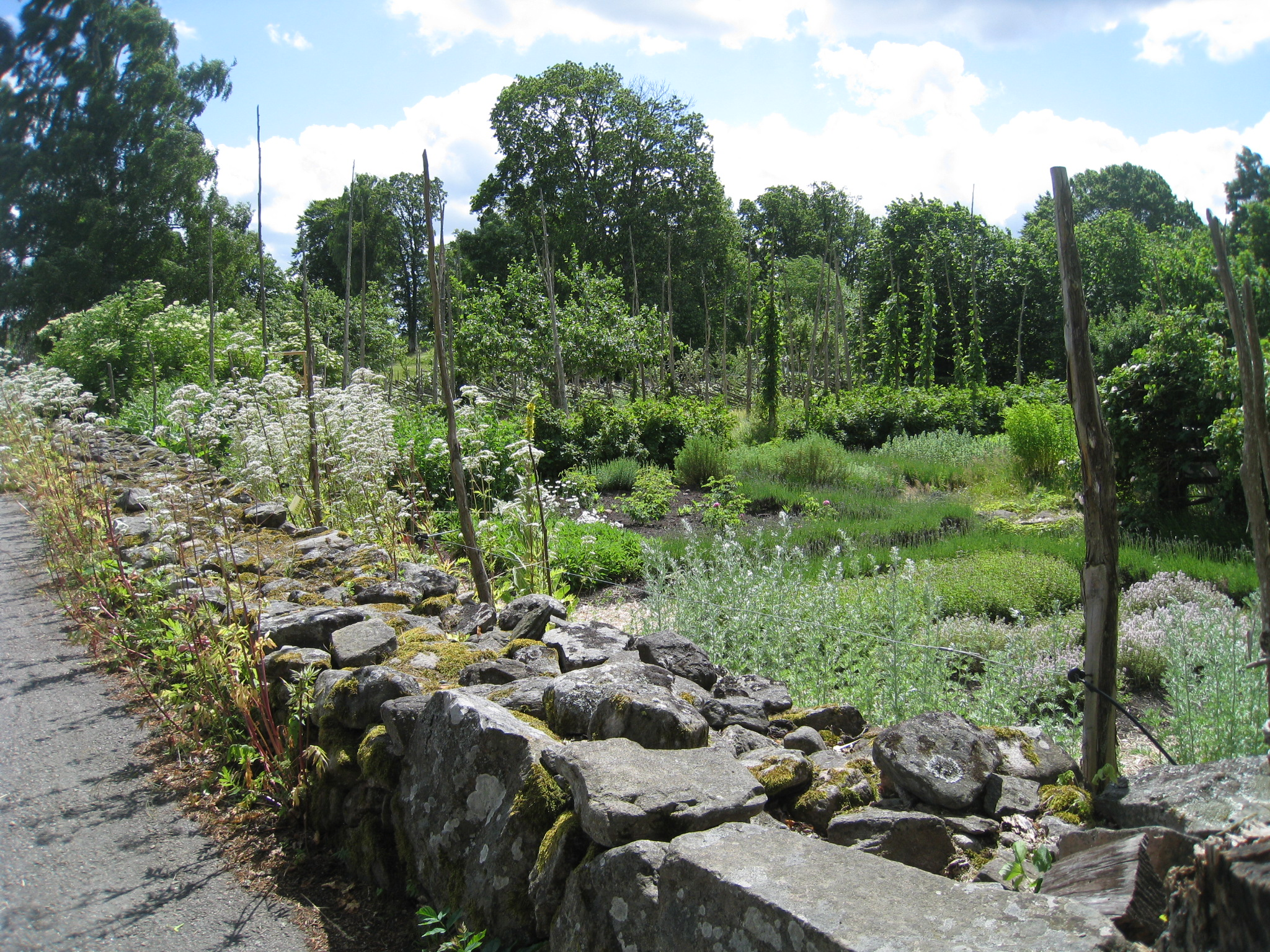
Stengärdesgården vid örtagården.

## Trädgårdscafé

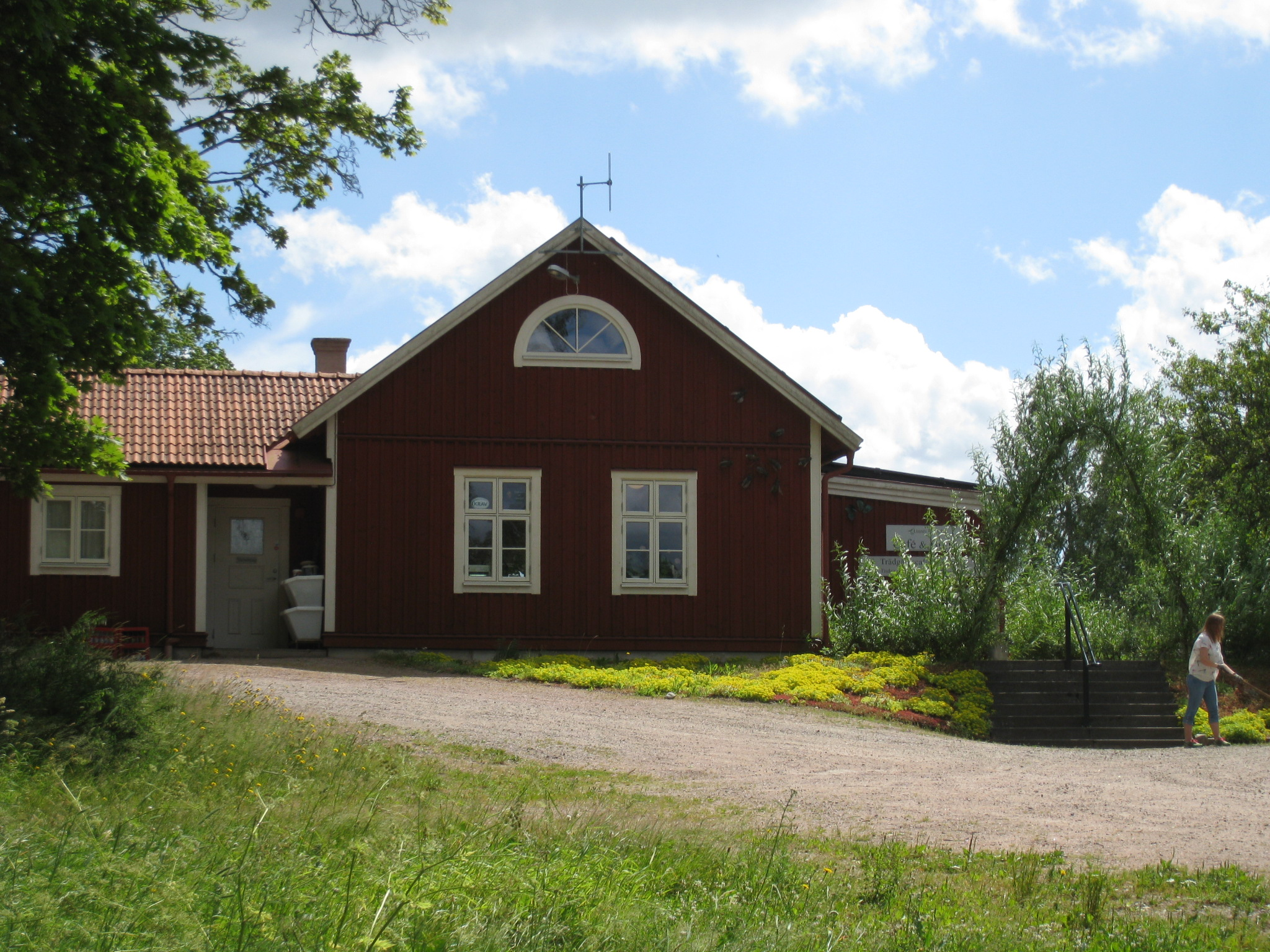
Trädgårdscafé, Café och butik.
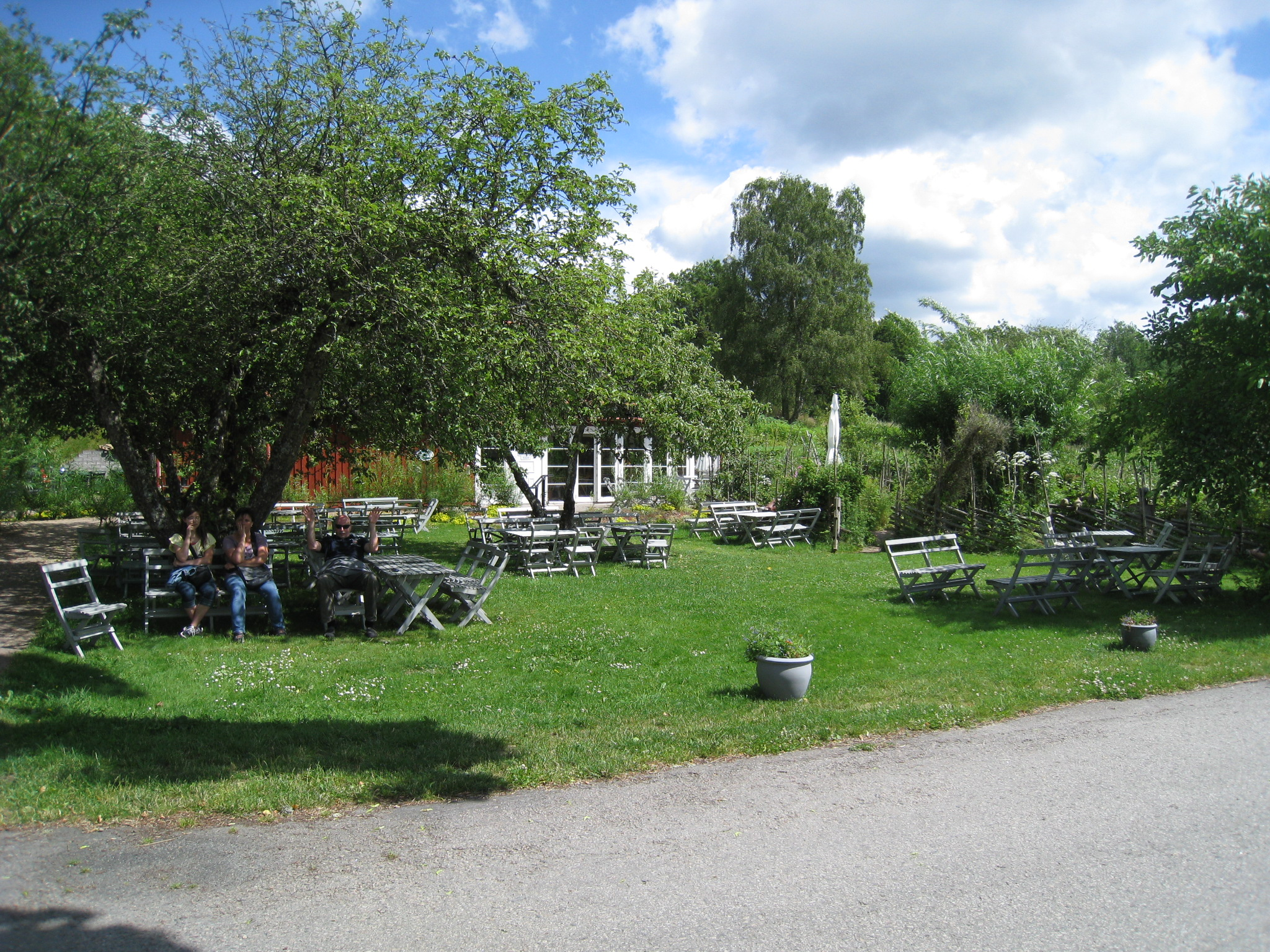
Trädgårdscafé, trädgården.

## Gårdsmiljön och gårdstunet

### Arkeologisk utgrävning
Under flera hundra år har Råshult varit bebott. För att se hur området kan ha sett ut gjorde man år 2004 en mindre arkeologisk utgrävning. Man fann då att gårdstunet till vissa delar varit stensatt. För att dricka leddes djuren på gården under hundratals år till brunnen, som finns i mitten. Inne på gården hade man då sin gödselstack, inte som idag bakom husen. Den nya ladugården byggdes på 1870-talet och i samband därmed försvann den gamla miljön, som visar att det i Råshult har funnits en mycket tätare gårdsmiljö än idag, enligt undersökningar som gjorts i Råshult.
Bebyggelsen i Råshult ligger på samma plats som under Linnés tid. Det är bara mangårdsbyggnaden, Linnéstugan, som återstår från 1700-talet och den uppfördes, som ovan nämnts, någon gång mellan 1751 och 1781. För att återskapa gårdsmiljön har mycket arbete lagts ner under år 2006. Man återskapade då flera trädgårdar och tog fram det gamla stensatta gårdstunet. Under år 2006 sattes också nya gärdesgårdar upp. På fornnordiska var ett tun en plats som man omgärdat med en palissad eller byggnader för att man lättare skulle kunna försvara sig. Ordet hittas i germanska språk, exempelvis som engelskans town ("stad"), isländskans tún ("slåtteräng", "höfält") och tyskans Zaun ("staket").
För att komma åt stenläggningen i det gamla stensatta gårdstunet, den inhägnade gårdsplanen, har arkeologer från Smålands museum under år 2006 tagit bort grässvålet och försiktigt skalat det översta jordlagret. Gårdstunet är på vissa ställen mycket välbehållen och på andra ställen skadat eller obefintlig. Under det hus som tillskrivs Nils Linnaeus fann man även en hittills okänd husgrund. Det var under det hus där Carl von Linné föddes år 1707. Nu är gårdstunet återställt. Inne på området har man på olika sätt markerat med de gamla husgrunderna.
Arkeologerna fann i samband med utgrävningarna ett glassigill. Sigillet kommer från Henrikstorps glasbruk i Skåne och som var i drift 1690-1760. Linné skriver om sitt besök i den glashyttan i den Skånska resan 1749.

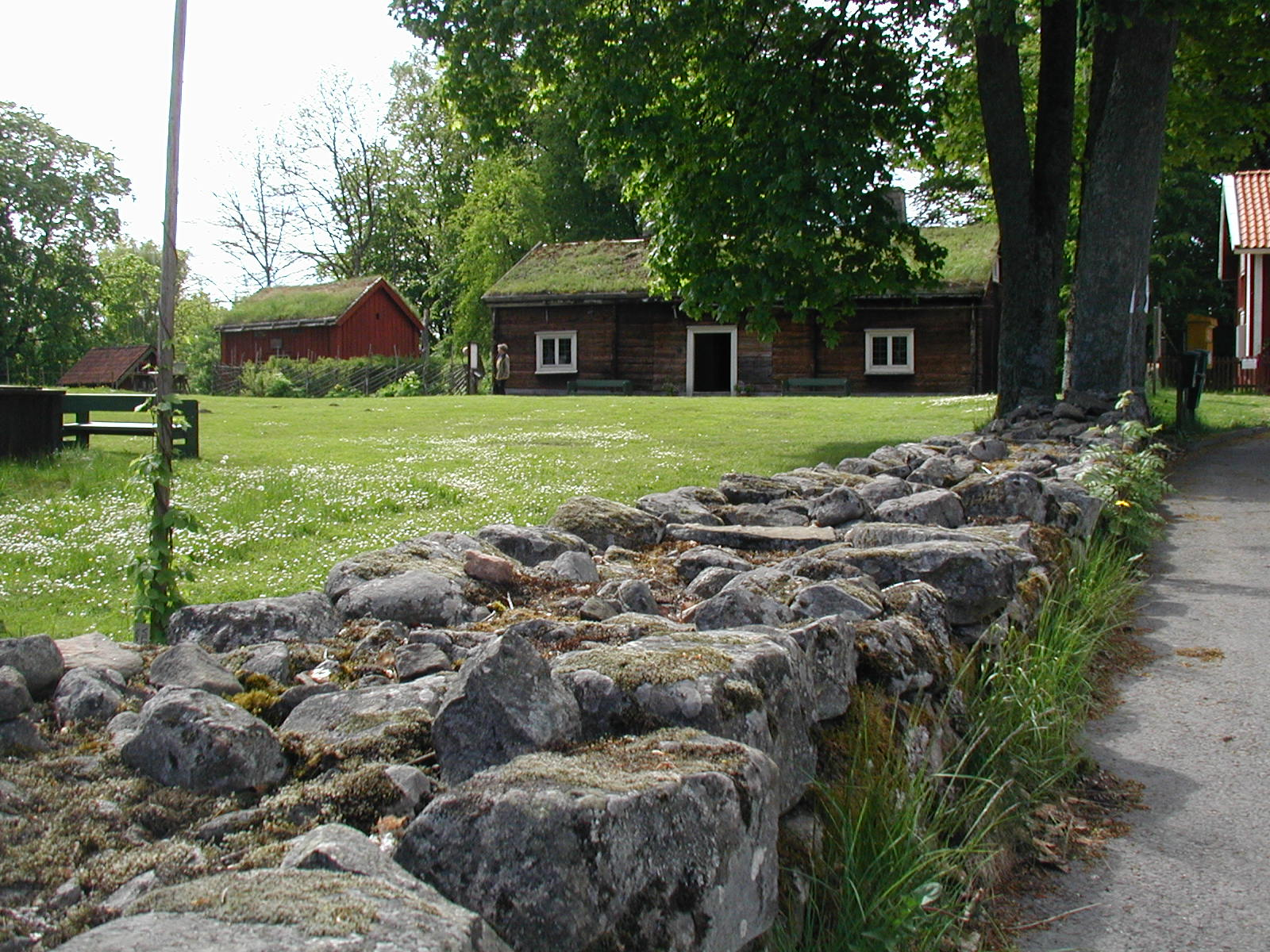
Linnéstugan som den såg ut 2002 före renoveringen.
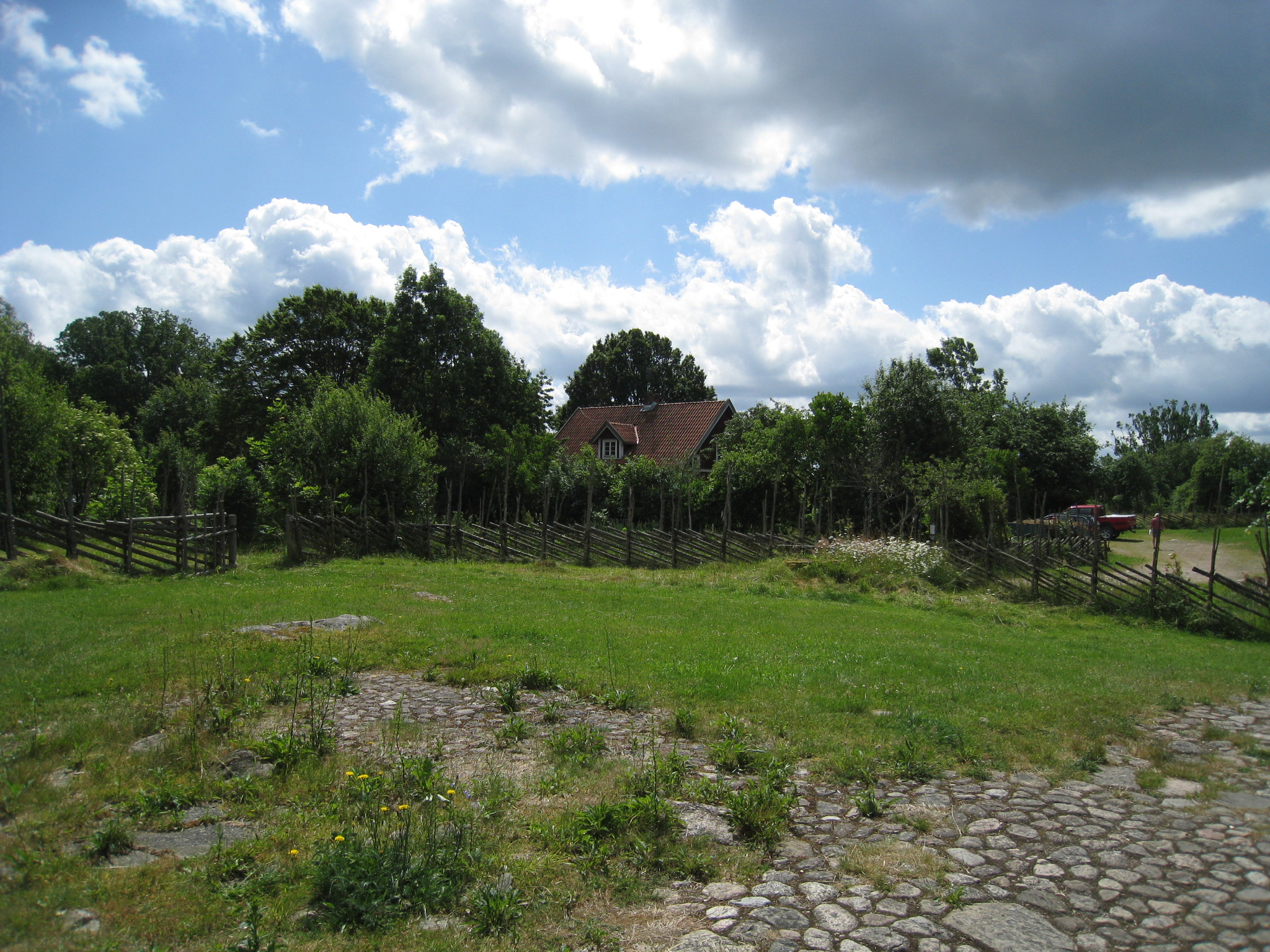
Gårdstunet där man år 2004 gjorde en arkeologisk utgrävning.
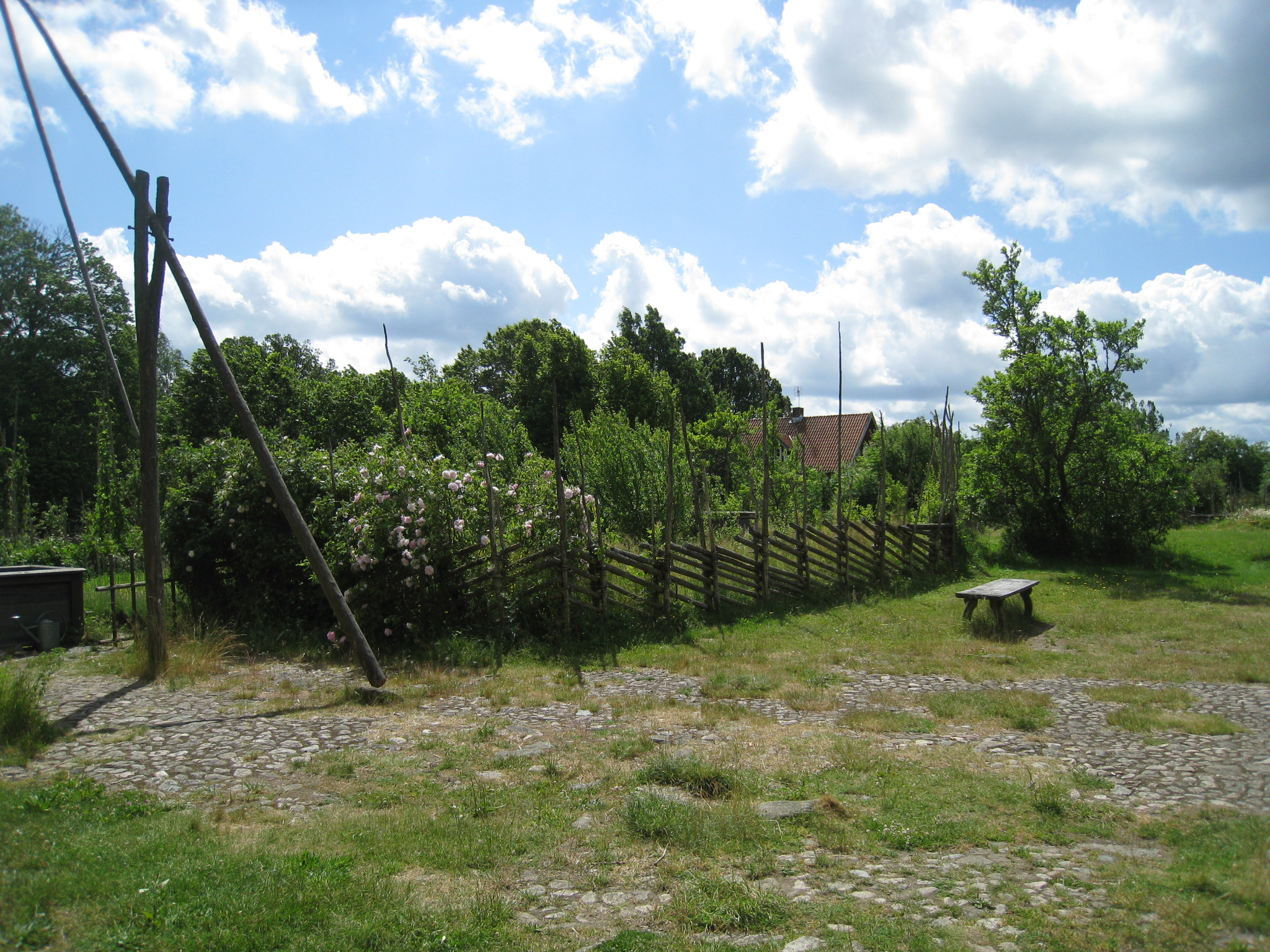
År 2006 återskapade man flera trädgårdar och tog fram det gamla stensatta gårdstunet och satte upp nya gärdesgårdar.
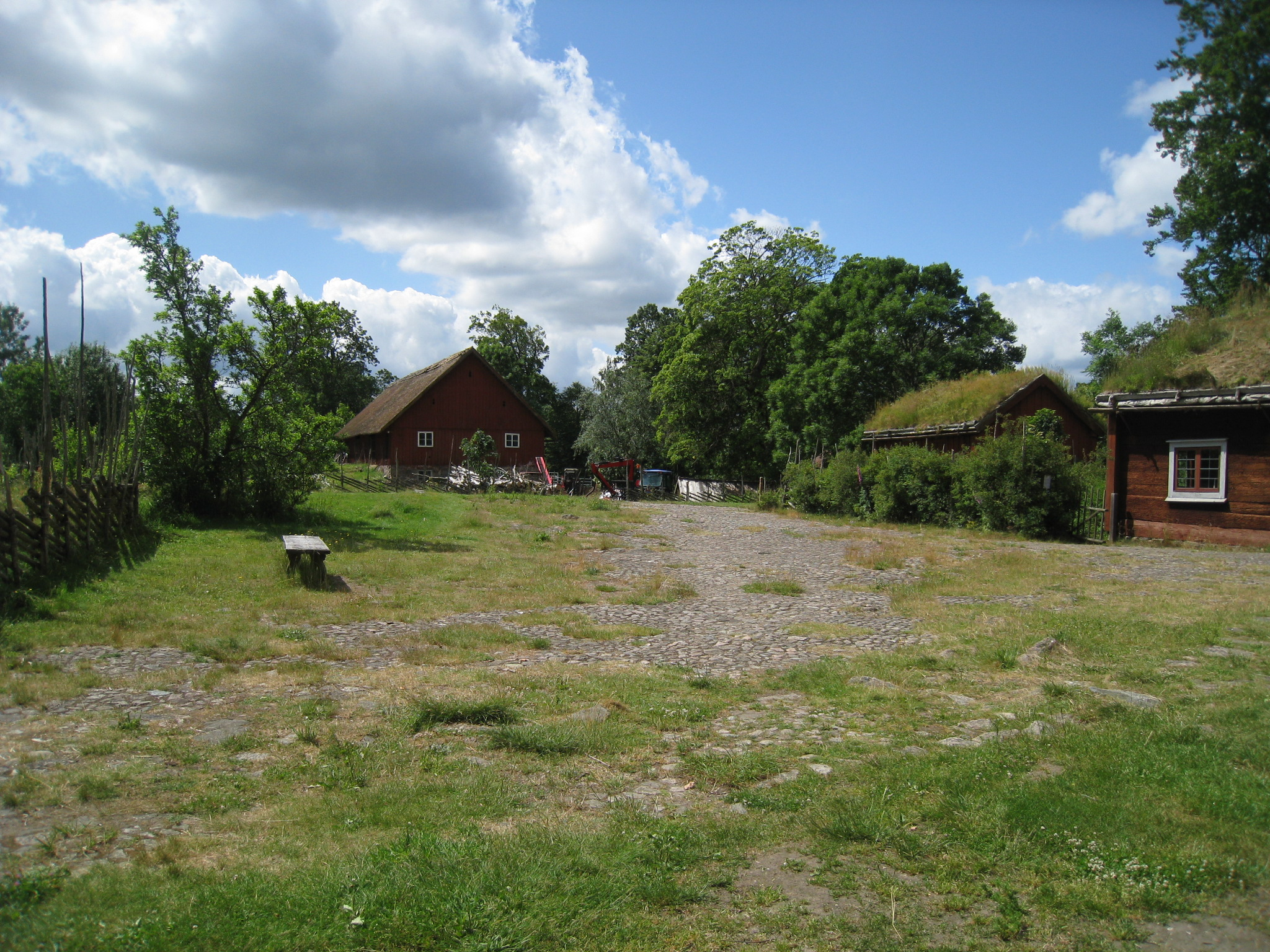
Gårdstunet i juli 2015 framför Linnéstugan, sädesmagasinet och ladugården.

## Historik
I Stenbrohults församling har det sedan 1300-talet funnits en kyrka. Komministergården Råshult, den så kallade Linnéstugan, uppfördes någon gång mellan 1751 och 1781. Det hus som Carl von Linnés far Nicolaus (Nils) Linnaeus (1674-1748) och hans hustru Christina Brodersonia (1688–1733) uppförde i Råshult åren 1705-1706 brann under första hälften av 1700-talet. Fadern Nils Linnaeus var den första komministern som bodde i Råshult och gården var komministerbostad till 1903. Sommaren 1709 flyttade familjen från komministerbostället Råshult till Stenbrohults prästgård. Carl von Linné var äldste son till komministern, som sedermera blev kyrkoherde i Stenbrohults socken. I Stenbrohults prästgård föddes den yngre brodern Samuel Linnaeus år 1718, då Carl von Linné var 11 år gammal. 
Under åren har Linnéstugan har förändrat flera gånger. De olika prästerna har var och en på sitt sätt satt sin prägel på huset. Under senare delen av 1800-talet bodde en familj med många barn och man byggde då på huset med en extra våning. Huset var arrendatorsbostad till 1903. Hembygdsföreningen tog då över skötseln av huset och gjorde ett museum till Linnés minne. På 1930-talet genomförde Hembygdsföreningen en stor renovering, varvid den övre våningen togs bort.
Linnéstugan genomgick en totalrenovering år 2006, varvid huset har fått en ännu tydligare 1700-talsprägel. Länsstyrelsen i Kronobergs län har bekostat detta arbete via medel från Riksantikvarieämbetet. Besökarna ska kunna få en uppfattning om hur det kan ha sett ut i ett prästhem när Carl von Linné föddes.

## Hembygdsmuseum
Hembygdsföreningen Linnés hembygdsmuseum finns i direkt anslutning till kulturreservatet. På 1930-talet var det Hembygdsföreningen Linné som tog hand om Linnéstugan och renoverade den.

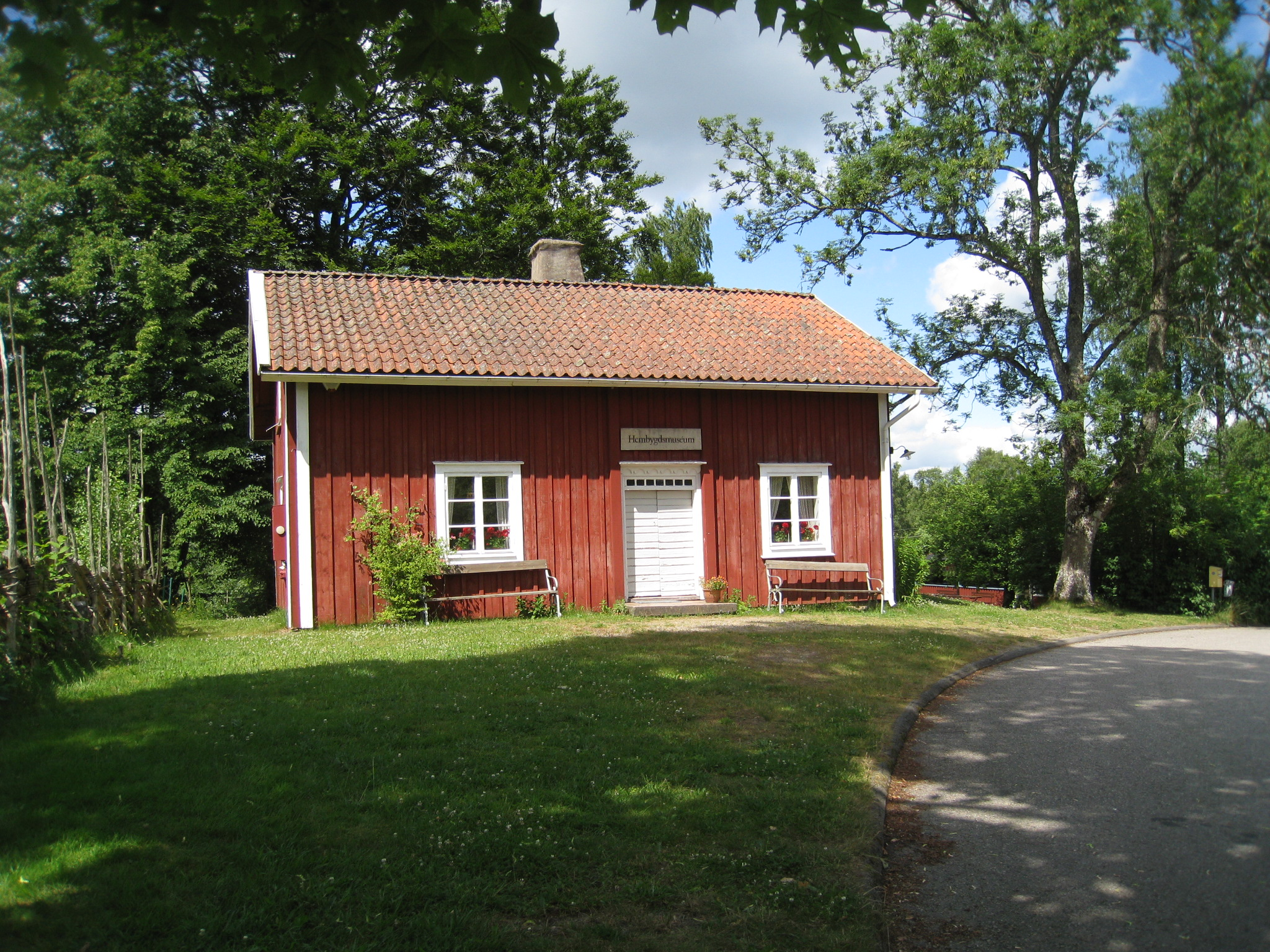
Hembygdsmuseum.
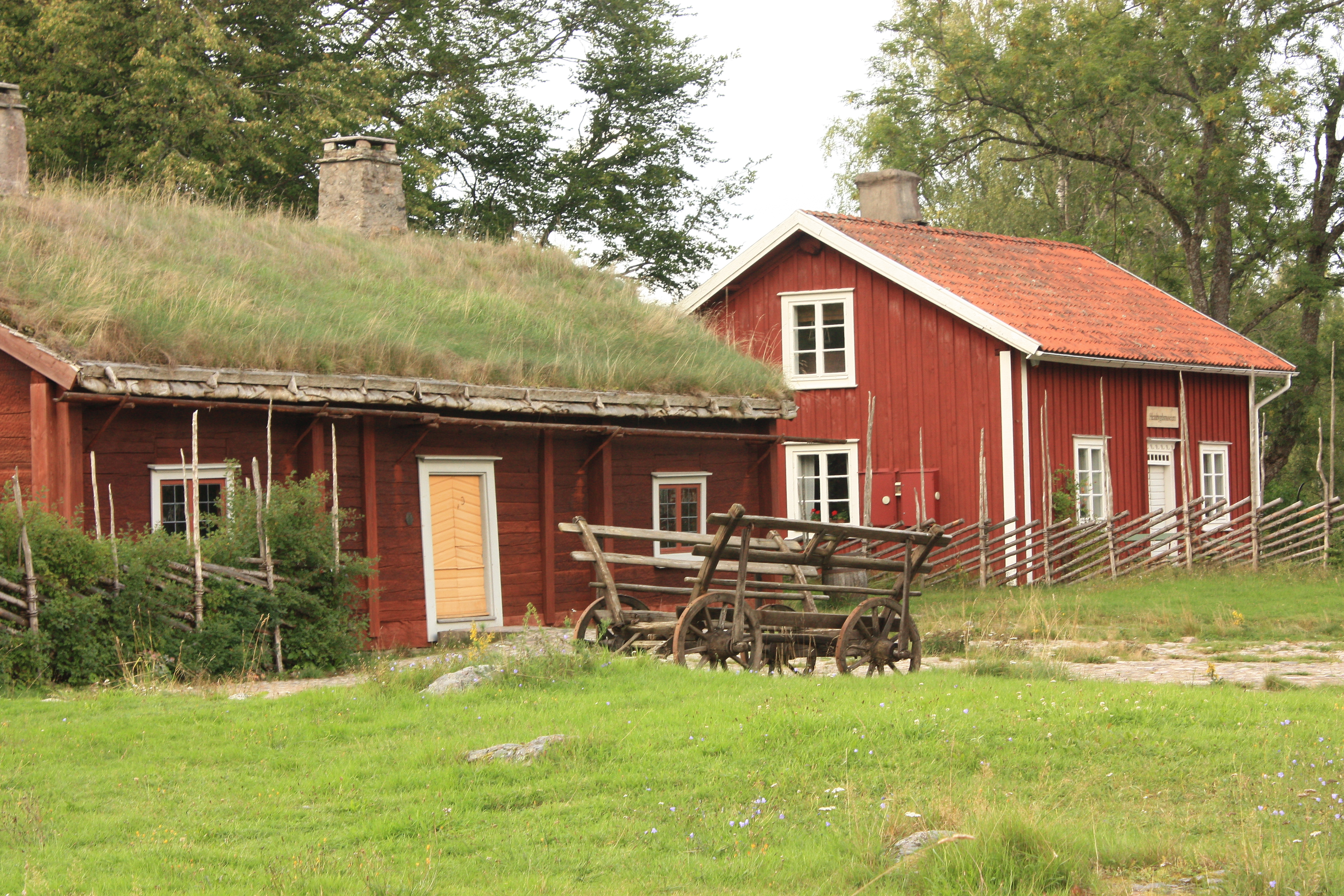
Linnéstugan och hembygdsmuseet till höger.

## Övriga byggnader och minnesmärket
Ladugården är uppförd 1872. I dess kulturum visas fotografier från iordningställandet av kulturlandskapet. 
På bytomten finns också ett sädesmagasin.
En liten bit ifrån övrig bebyggelse ligger linbastan. Man var rädd för att det skulle börja brinna i trähusen, eftersom där användes öppen eld.
Minnesmärket över Carl von Linné skapades av Carl Gustaf Qvarnström efter en insamling och invigdes 1866. På 1860-talet formades en park bakom Linnéstugan i anslutning till den nyanlagda järnvägen. Monumentets "framsida" är vänd mot järnvägen, eftersom tanken var att de passerande skulle få vetskap om bygdens store sons födelseplats.

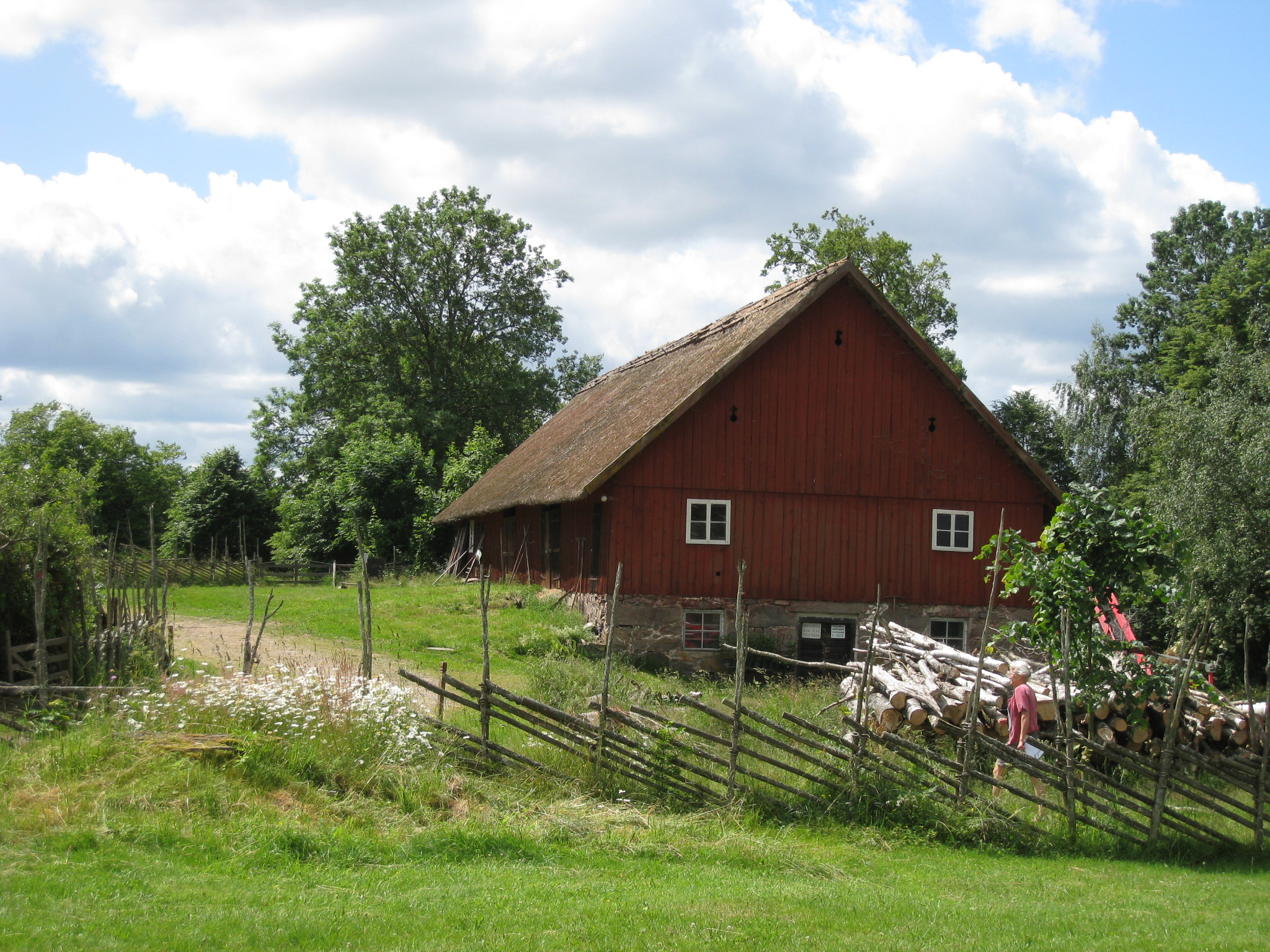
Ladugården med kulturrum för utställningar.
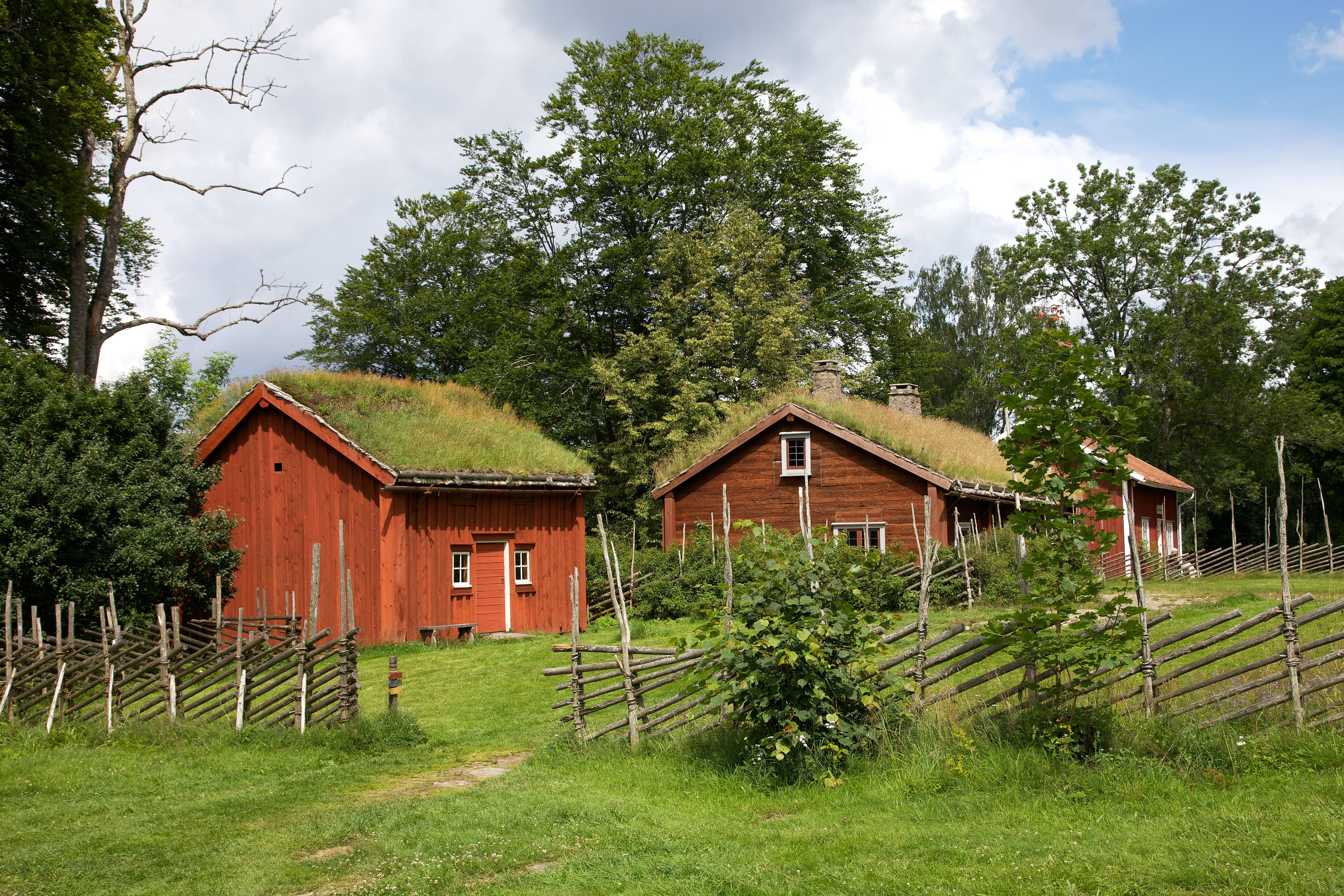
Sädesmagasinet i förgrunden, i mitten Linnéstugan och till höger hembygdsgården.
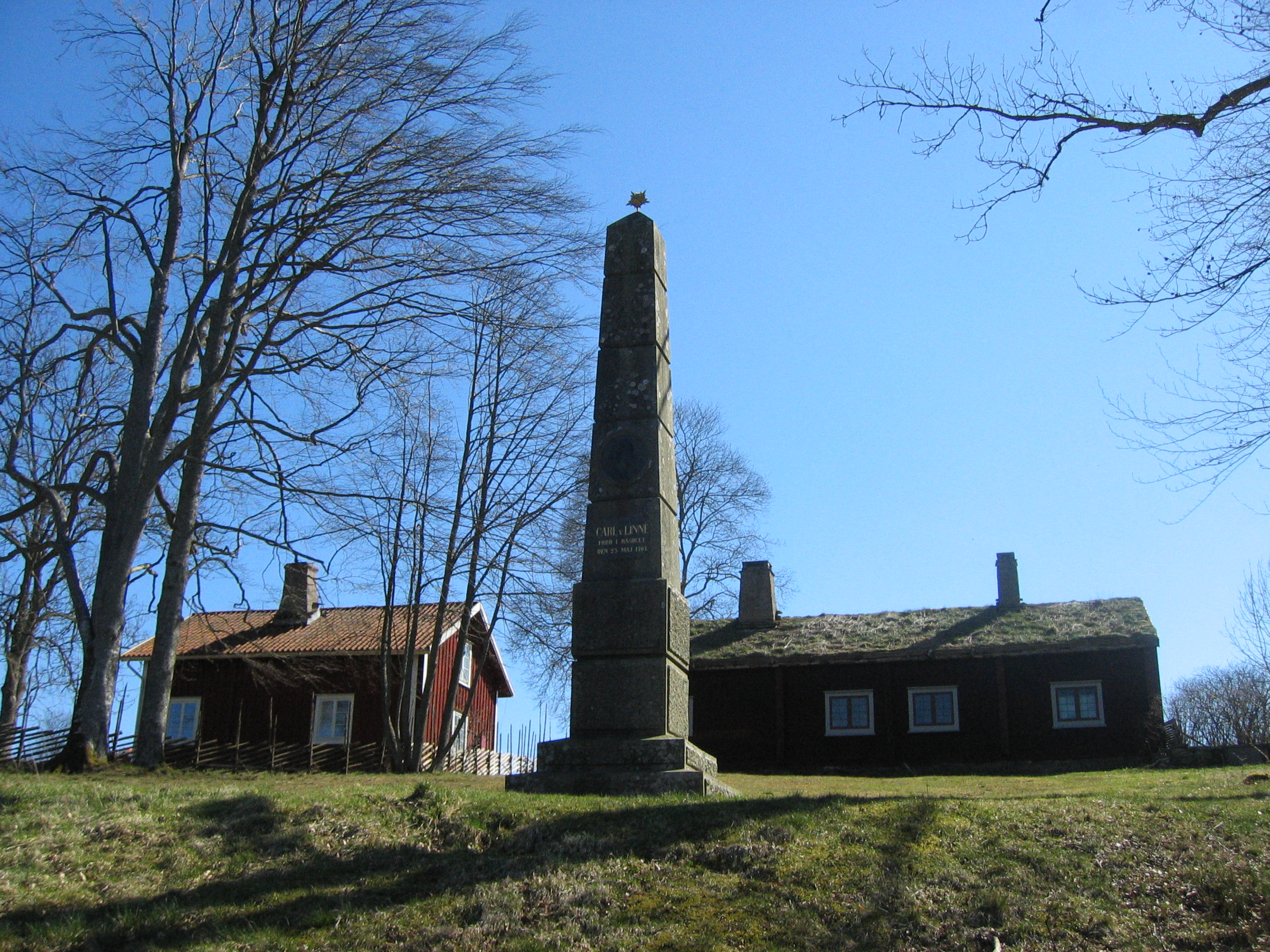
Monumentet över Linné, invigt 1866, bakom Linnéstugan i anslutning till den på 1860-talet nyanlagda järnvägen.
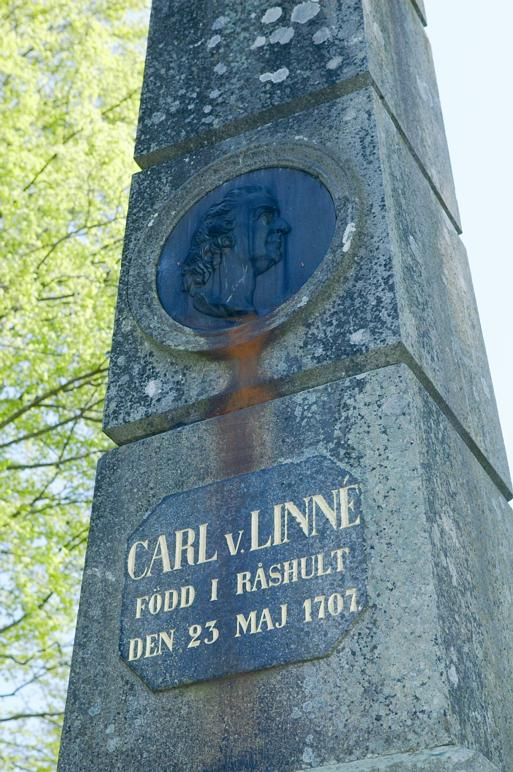
Minnesmärket i närbild.
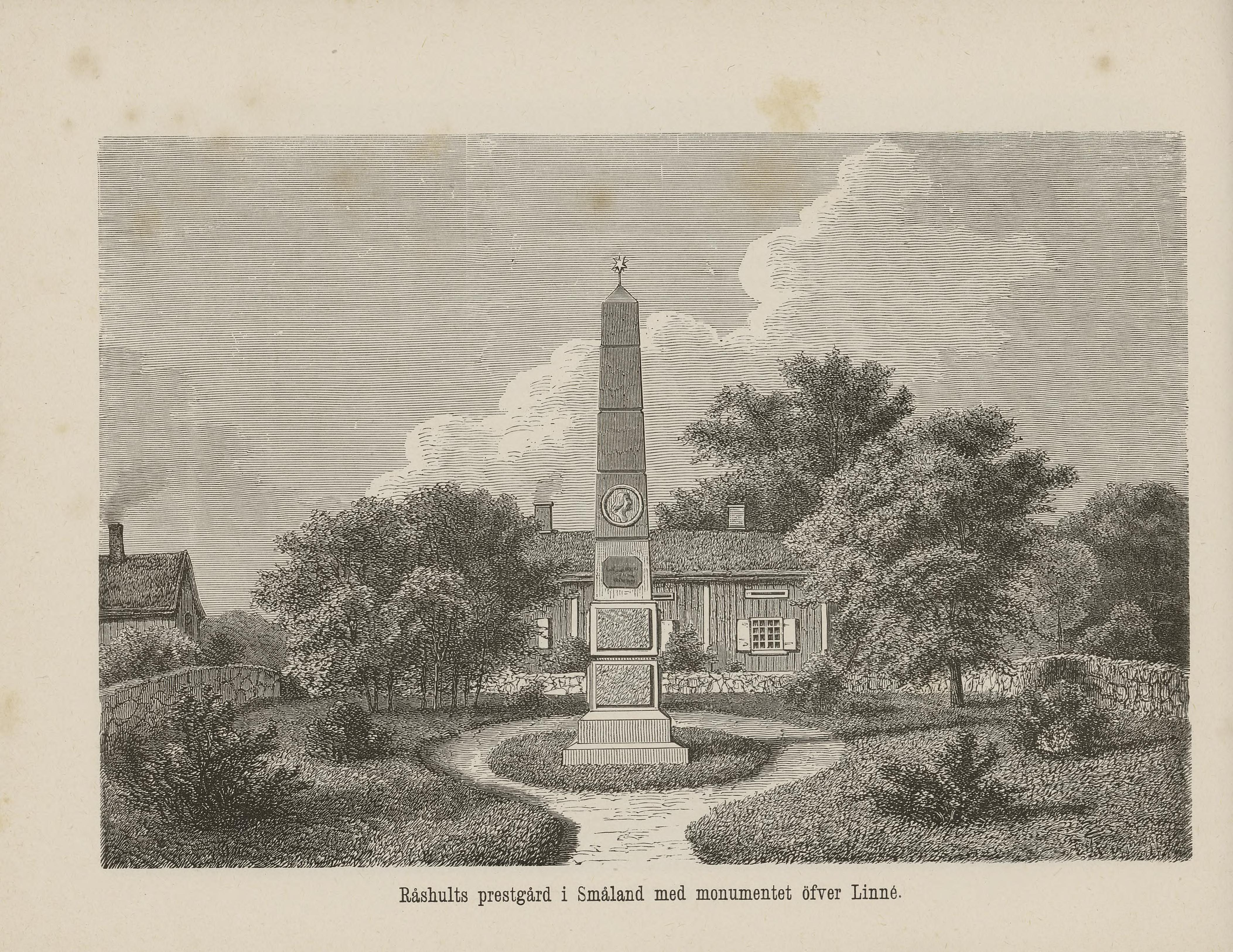
Monumentet över Linné, illustration i boken "Nordiska tavlor" utgiven 1865.

## Offentlig konst
År 2009 köpte Älmhults kommun in konstverk av Sven-Ingvar Johansson för utsmyckning vid infarten och på vägen upp till receptionsbyggnaden. Dessa ska väcka nyfikenhet, kreativitet och lusten att upptäcka de små "tingen" i naturen. 
Carl von Linnés bror Samuel Linnaeus var en framstående biodlare och den förste att skriva en bok om biskötsel och binas "förträfflighet". "Med konstverket bikupan/stocken och ett antal bin vill konstnären lyfta fram brodern Samuel Linnaeus intresse för biodling och knyta samman de båda brödernas intresse för djur och natur." Besökarna får möta djur som hackspett, myror, snytbaggar, pilgrimsfalk, fladdermus, korpar och blåvinge.

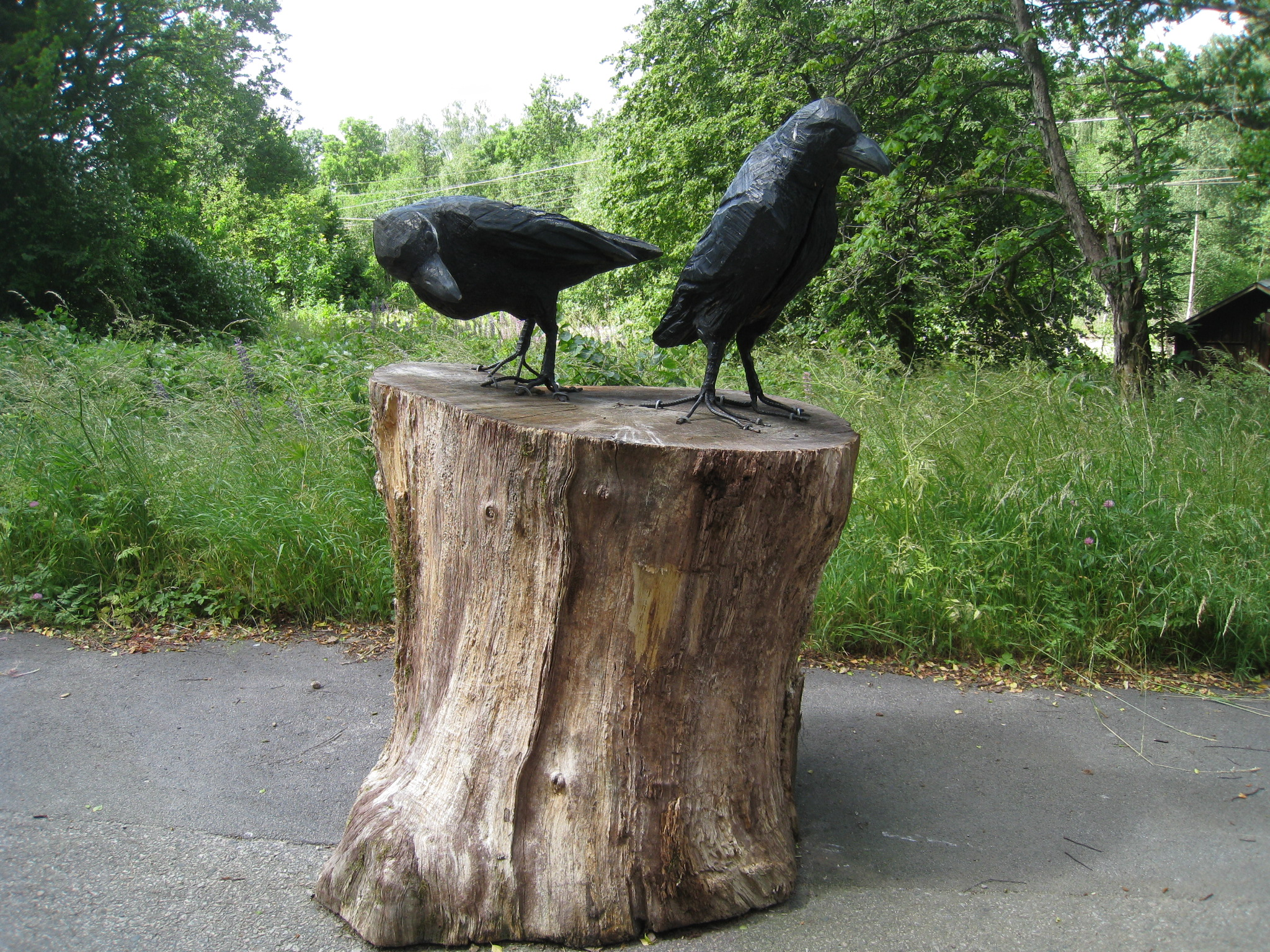
Korparna, av Sven-Ingvar Johansson.
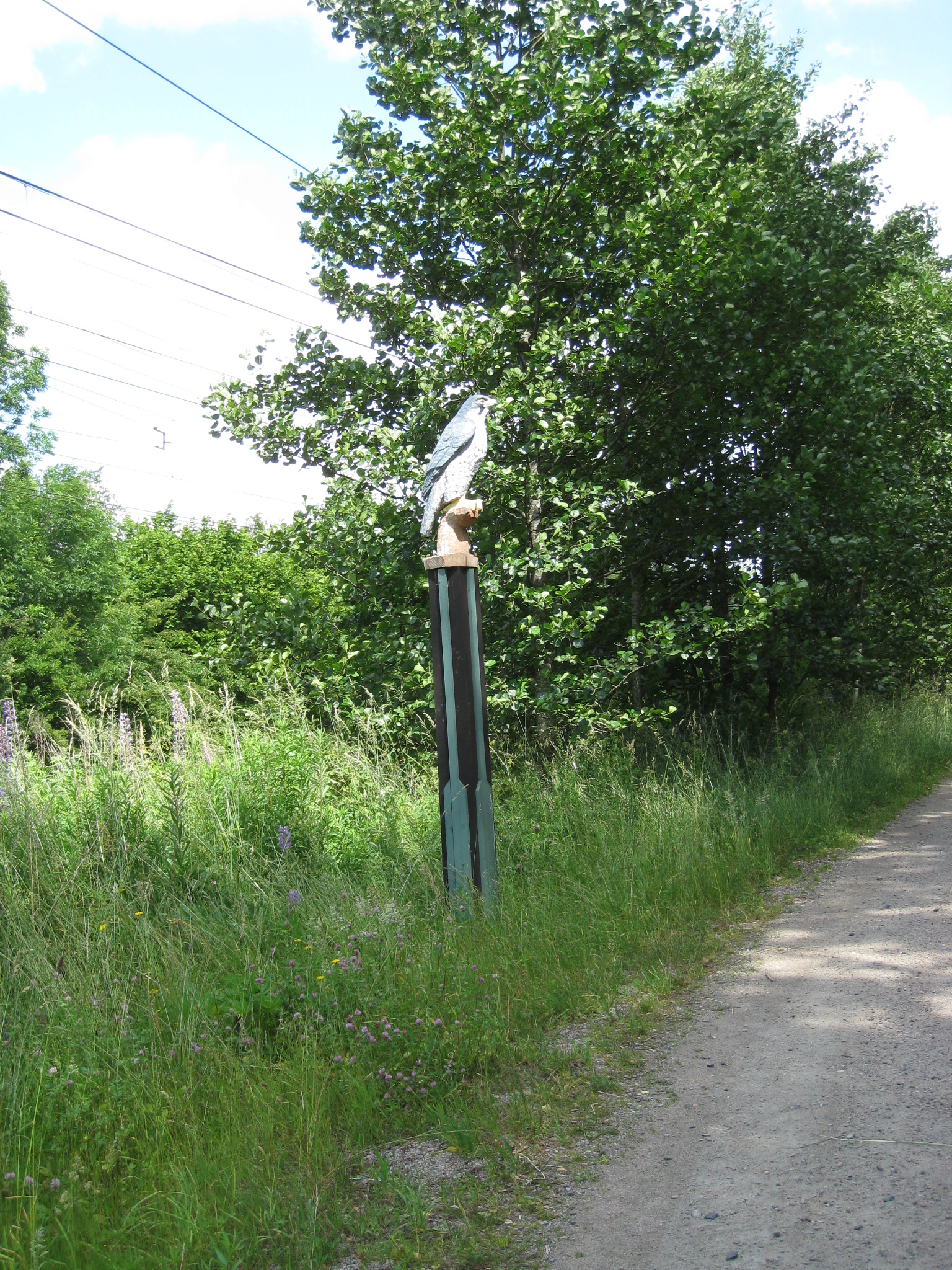
Pilgrimsfalken, av Sven-Ingvar Johansson.